# اختراق هاتف جيف بيزوس

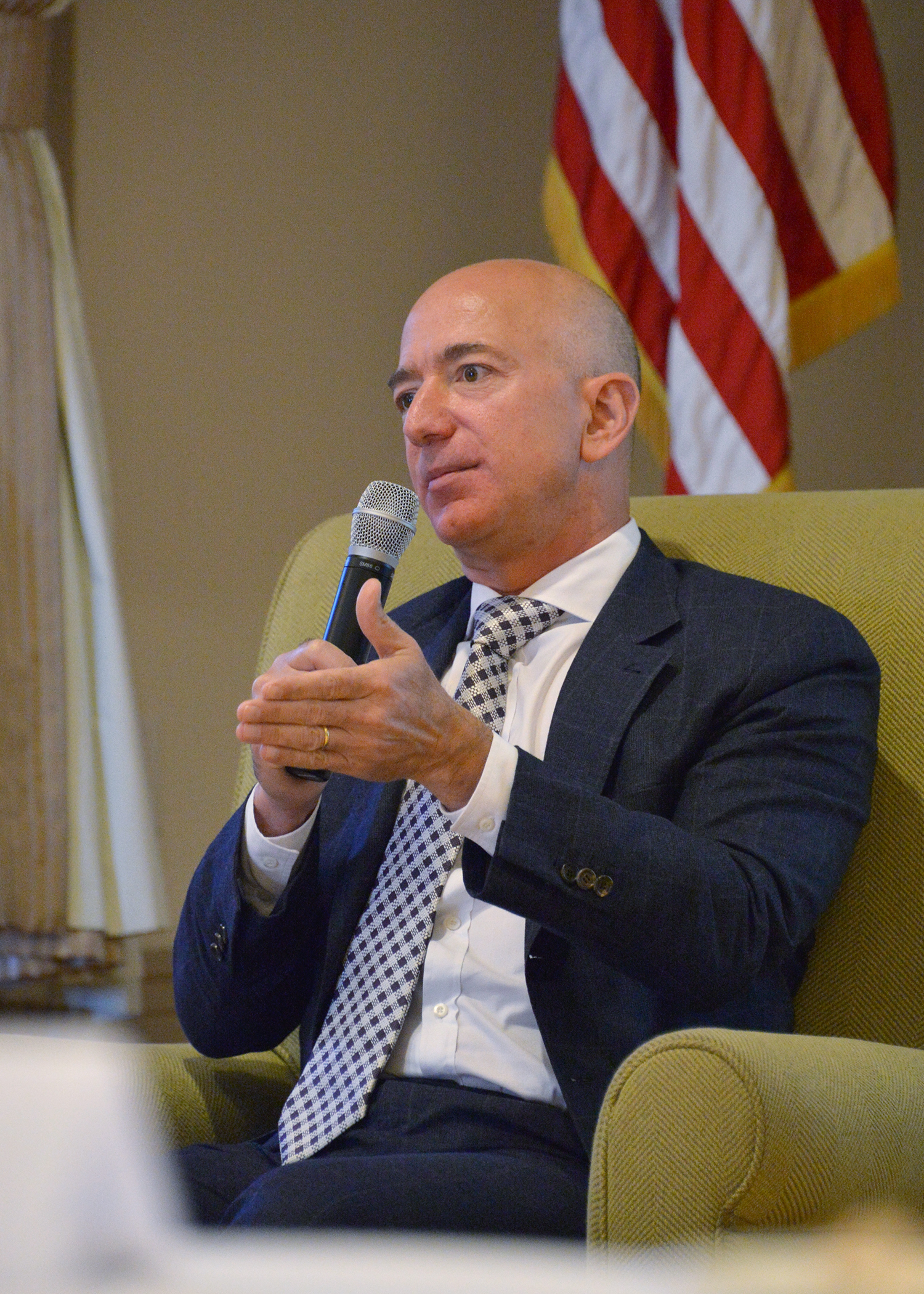
جيف بيزوس

خَلُص تقريرٌ قامت بهِ شركة إف تي آي كانسلتيغ (بالإنجليزية: FTI Consulting)‏ في تشرين الثاني/نوفمبر من عام 2019 وذلك بثقة متوسّطةٍ إلى عاليةٍ إلى أنّ هاتف جيف بيزوس قد اخُترقَ بواسطة ملفٍ تم إرساله من حساب واتساب وليّ العهد السعودي محمد بن سلمان آل سعود. في المُقابل، نفت سفارة المملكة العربية السعودية لدى الولايات المتحدة ما سمّتها «مزاعم الاختراق». جدير بالذكرِ هنا أن الملياردير جيف بيزوس مالكُ صحيفة واشنطن بوست ومؤسّس شركة أمازون قد كلّف شركة إف تي آي كانسلتيغ في شُباط/فبراير 2019 بفتحِ تحقيقٍ بعدما نشرت صحيفةُ ناشيونال إنكوايرر (بالإنجليزية: National Enquirer)‏ في كانون الثاني/يناير 2019 بعض التفاصيل عن سبب الخلاف بين بيزوس وزوجته.

## خلفيّة
بدأت صحيفةُ واشنطن بوست – التي يملكها بيزوس – اعتبارًا من أيلول/سبتمبر 2017 نشر سلسلةً من المقالات للكاتبِ والصحفيّ جمال خاشقجي والتي كانَ ينتقدُ فيها السعودية أو وليّ عهدها بن سلمان. بحلول نيسان/أبريل من عام 2018 حضرَ بيزوس مأدبة عشاءٍ صغيرةٍ مع بن سلمان وهناك تبادلا أرقام واتساب ثم بدأ الاثنانِ في تبادلِ الرسائل فيما بينهما. بعدَ أشهر قليلة وتحديدًا في تشرين الأول/أكتوبر 2018 قُتل الصحفي السعودي جمال خاشقجي في قنصليّة بلاده في إسطنبول فأصبحت تقارير الواشنطن بوست تنتقدُ وبشكلٍ متزايدٍ النظام السعودي وعلى رأسه محمد بن سلمان.

## عمليّة القرصنة
وفقًا لتحليلِ الأمم المتحدة المبني على الأدلة التي حُصل عليها من هاتف جيف بيزوس:

## التحقيقات
نشرت مجلّة ناشيونال إنكوايرر في كانون الثاني/يناير 2019 بعض التفاصيلِ عن دخول جيف بيزوس في علاقةٍ غراميّة مع سيّدةٍ ما. مباشرة بعد ذلك؛ كلَّف بيزوس الخبير الأمني غافن دي بيكر في قيادةِ تحقيقٍ لمعرفةِ الطريقة التي حصلت بها مجلّةُ ناشيونال إنكوايرر على تلكَ المعلومات. بعد أقلّ من شهرٍ نشرَ بيزوس مقالًا له على ميديام يتهمُ فيهِ ناشيونال إنكوايرر والشركة الأم أميرِكان ميديا إنكوايرر (تُعرف اختصارًا بـ AMI) بابتزازهِ. أشارَ بيزوس في هذا المقال إلى أنه بدأَ التحقيق مع شركة أميرِكان ميديا إنكوايرر بسببِ «العديد من الإجراءات التي اتخذتها نيابةً عن الحكومة السعودية» كما ذكر أن «تقارير صحيفة واشنطن بوست عن مقتلِ جمال خاشقجي لا تحظى بقبولٍ في بعضِ الدوائر.»
في وقتٍ لاحقٍ من شباط/فبراير 2019 استأجر بيزوس ودي بيكر خُبراء في العلوم الجنائية الرقميّة من شركةِ إف تي آي وذلك لتحليلِ هاتف بيزوس. ذكرت صحيفة وول ستريت جورنال فيما بعدُ أنَّ بيزوس لم يرغب في إعطاء هاتفهِ مباشرةً إلى مكتب التحقيقات الفيدرالي (الذي يُعرف اختصارًا بـ FBI) بل فضّل التعامل مع موظفي شركة إف تي آي للقيامِ بالتحقيقاتِ اللازمة، كما ذكرت ذاتُ الصحيفة أن شركة إف تي آي قد تواصلت مع مسؤولي إنفاذ القانون لإبقائهم على اطلاعٍ بمستجدّات القضية.
كتبَ دي بيكر في آذار/مارس 2019 مقالًا في صحيفةِ ديلي بيست أشارَ فيه «إلى أنَّ بيزوس والمحققين والعديد من الخبراء قد خلصوا وبثقةٍ عاليةٍ بأنّ السعوديين تمكنوا من الوصول إلى هاتف بيزوس وحصلوا على معلومات خاصة.» أفاد دي بيكر أيضًا أنه قدم تفاصيل تحقيقهِ إلى مسؤولي إنفاذ القانون، وعلاوة على ذلك فقد قال إن هناك «علاقةٌ وثيقةٌ» بين بن سلمان والرئيس التنفيذي لشركة أمريكان ميديا إنكوايرر ديفيد بيكر. أوضحَ دي بيكر أن هذه الشركة الأخيرة حاولت جعله يُعلن علانيةً أن التحقيق بخصوصِ اختراق هاتف بيزوس خلُص إلى أن الشركة المعنيّة – وهي شركة أمريكان ميديا إنكوايرر – لم تلجأْ إلى القرصنة في عملية جمعِ الأخبار، وذكر دي بيكر في نهايةِ مقاله أنه من غير الواضح ما إذا كانت أمريكان ميديا إنكوايرر تعرفُ عن «الاختراقِ المزعوم» الذي حصلَ من قِبل السعوديين أم لا.
أجرى محققون فدراليون في نيسان/أبريل 2019 مقابلةً مع بيزوس وذلكَ عندما كان مكتبُ التحقيقات الفدرالي يبحثُ عمَّا إذا كانت مجموعة إن إس أو الإسرائيليّة قد قامت باختراق أشخاصٍ وشركاتٍ في الولايات المتحدة. نشرت صحيفة الغارديان في الحادي والعشرين من كانون الثاني/يناير 2020 نتائج تحليل هاتف بيزوس وذكرت أن التحليل أشار إلى أنه من المحتمل جدًا أن هاتف الملياردير الأمريكي قد اخُترق عبر ملف فيديو يحتوي على برمجياتٍ خبيثةٍ أُرسل من حساب بن سلمان على واتساب. ذكر التقرير أن استنتاج شركة إف تي آي قد خُلص وبثقة متوسطة إلى عالية إلى أن هاتف بيزوس قد تعرّض للاختراق بسببِ الفيديو الذي أُرسل له من رقم بن سلمان. نشرت مجلة ماذر بورد الكنديّة-الأمريكيّة (بالإنجليزية: Motherboard)‏ في الثالث والعشرين من كانون الثاني/يناير 2020 تقرير التحقيقِ الكامل الذي كانت قد إف تي آي قد أجرته.
ذكرَ التقرير النهائيّ أنه وبعد ساعاتٍ فقط من استلام بيزوس الفيديو من بن سلمان، بدأ هاتفهُ في إرسال كمياتٍ كبيرةٍ من البيانات بشكل كبيرٍ واستمرَّ هذا الأمر لعدة شهور. لم يتمكن المحللون من تحليلِ ملف الفيديو بعدما شُفِّر من قِبل واتساب، ومع ذلك فقد أشار التقريرُ إلى أن بن سلمان قد أرسل رسالةً لجيف بيزوس في تشرين الثاني/نوفمبر 2018 تتضمّنُ صورةً تُشبه المرأة التي كانَ بيزوس على علاقةٍ بها على الرغمِ من أن قضيّة العلاقة الغراميّة لم تكن معرفةً في ذلك الوقت. ليس هذا فحسب؛ بل أرسلَ بن سلمان في شباط/فبراير 2019 رسالةً إلى بيزوس يحثُّه فيها على عدم تصديق كل ما يُنشر في وسائل الإعلام وذلك بعدما كانت بعضُ الصحف والمواقع الإلكترونيّة قد تناولت وبكثرةٍ خبر الحملات التي قامَ بها سعوديون ضدّ بيزوس على الإنترنت. أشار التقرير أيضًا إلى اعتقادِ المحققين أن مستشار بن سلمان سعود القحطاني – المتورّطِ أيضًا في عملية اغتيال خاشقجي – هو من حصلَ أو بالأحرى اشترى البرنامج الذي استُعمل في عمليّة القرصنة ولم يربط التقرير مجلّة ناشيونال إنكوايرر بالقرصنة.
اتصل بيزوس بمقرّرةِ الأمم المتحدة المعنيّة بحالات الإعدام وعمليات القتل خارج نطاق القضاء أنييس كالامار والمقرر المعني بحريّة التعبير ديفيد كاي وذلك بعد تلقّي التقرير النهائي للتحقيقِ الذي فُتح فيما يخصُّ اختراق هاتفه. في الثاني والعشرين من كانون الثاني/يناير 2020 وكردٍ من كالامار وكاي على تحقيق اختراق هاتف بيزوس قالَ الاثنان «إن الادعاءات تُعزِّزها أيضًا أدلة أخرى على استهدافٍ [حكومي] سعودي للمعارضين عبر محاولة اختراق هواتفهم في الفترةِ الممتدة من أيّار/مايو إلى حزيران/يونيو 2018 ويتعلّق الأمر باثنينِ من زملاء خاشقجي وهما يحيى عسيري وعمر بن عبد العزيز الزهراني فضلًا عن المعارض السعودي الآخر الذي يعيشُ في لندن غانم الدوسري.» نتيجةً لذلك دعت كالامار وكاي إلى «تحقيقٍ فوري» من قِبل السلطات المختصة في عمليات اختراق الهواتف المزعومة بما في ذلك التحقيق في التورط المستمر والمتعدد والشخصي لولي العهد في الجهود المبذولة لاستهدافِ المعارضين. بالإضافةِ إلى ذلك، اتهمت كالامار وكاي السعوديين بتنظيمِ حملة سريةٍ وواسعةٍ على الإنترنت ضد بيزوس وشركتهِ أمازون بدءًا من مقتل خاشقجي.

## ردود الفعل
أعلنَ عادل الجبير وزير الدولة للشؤون الخارجية في المملكة العربية السعودية في شباط/فبراير 2019 «أن البلاد لا علاقة لها على الإطلاق بالقرصنة.» وبحلول آذار/مارس 2019 أصدرت شركةُ أمريكان ميديا إنكوايرر بيانًا ردّت فيه على ما جاء بهِ دي بيكر وقالت إنّ المصدر الوحيد لقصّة الشركة عن بيزوس هو مايكل سانشيز شقيقُ صديقة بيزوس وأنه لم يكن هناك أي تدخلٍ من أيّ طرفٍ ثالثٍ على الإطلاق. بعد مرور عام واحدٍ فقط؛ رفعَ مايكل سانشيز دعوى قضائية ضد شركة أمريكان ميديا إنكوايرر قائلاً حسبَ ما ورد في وثائق المحكمة أنه عندما اتصلت به مجلّة ناشيونال إنكوايرر لأول مرة كانت لديها بالفعل رسائل نصية «بذيئة» وصور شخصية عاريّة تبادلها بيزوس وشقيقةُ سانشيز. نفى مايكل أيضًا إعطاء أمريكان ميديا إنكوايرر صورًا صريحة مُتهمًا الشركة باختراقِ هاتف بيزوس. مع بدايةِ عام 2020 رفض حسابُ تويتر الخاصّ بالسفارة الأمريكية في المملكة صراحةً الادعاء بأن السعودية كانت وراء الاختراق ودعا إلى إجراء تحقيقٍ في الحادث.

## التأثير
تكهنت صحيفةُ الجارديان في كانون الثاني/يناير 2020 أن ادعاء القرصنة سيُضعف قدرة بن سلمان على جذبِ المزيد من المستثمرين الغربيين إلى المملكة العربية السعودية وسيؤدي إلى تجدّد الحديث عن مقتل خاشقجي وتورط بن سلمان في عملية الاغتيال تلك. أفادت الصحيفة أيضًا أن خبراء سعوديين يعتقدون أن بيزوس تم اختراقه بسبب تغطية صحيفة واشنطن بوست للأخبار حولَ السعودية بما في ذلك استضافة مقالات خاشقجي التي كان ينتقدُ فيها بن سلمان. كان أندرو ميللر وهو أحدُ خبراء الشرق الأوسط الذين خدموا في مجلسِ الأمن القومي في عهد الرئيسِ باراك أوباما أحد الذين تحدثوا إلى صحيفة الجارديان وقالَ أنّ استهداف بيزوس من قِبل وليّ العهد يعكسُ الوضع الذي يُركّز على الشخصية [لا الموضوع] في السياسة السعودية.
نقلت صحيفةُ واشنطن بوست في نفسِ الشهر عن باحثين أمنيين قولهم: «ربما سقط بيزوس ضحية عقب أخيل» مُضيفين: «من الصعبِ اختراق هاتف آيفون ... لكنّ أحد أسباب الضعفِ في أجهزة آيفون هو أن شركة آبل تستخدمُ نهجًا سريًا للعثور على المشاكل المتعلقّة بالأمان وإصلاحها.»
قال المُقرريْنِ الخاصين للأمم المتحدة أنييس كالامار وديفيد كاي في نفسِ الشهر أيضًا أن مزاعم القرصنة تلك تُشير إلى أن هناك محاولة للتأثير إن لم يكن محاولة إسكات صحيفة واشنطن بوست وتقاريرها عنِ المملكة العربية السعودية. طرحَ الاثنانِ أيضًا عدّة استفهامات فيما يخصُّ عملية القرصنة وما إذا كانت ذات صلةٍ بمسألة تورّط بن سلمان في مقتل جمال خاشقجي الذي كان يعمل في صحيفة واشنطن بوست.
عرضت إم آي تي تكنولوجي ريفيو هي الأخرى تقرير شركة إف تي آي وحاولت تحليله حيثُ قالت إنّه يفتقرُ إلى أدلة قاطعةٍ مشيرةً إلى أن التقرير فشلَ في تحديد برامج التجسس الذي استُخدم ضد بيزوس.
في أبريل 2021، قام ديلان هوارد، كبير مسؤولي المحتوى في (AMI)، وجيمس روبرتسون محرر (National Inquire)، وأندريا سيمبسون، مراسلة مقرها لوس أنجلوس تعمل لصالح (AMI)، صرحوا جميعًا في المحكمة الفيدرالية أن مايكل سانشيز شقيقُ صديقة بيزوس، كان المصدر الوحيد لجميع المعلومات والمواد المخلة التي تلقوها أثناء التحقيق وأن السعودية لم تكن متورطة. كما ذكروا أنه لا يوجد دليل قوي يدعم الادعاء كما اقترحو أنها كانت نظرية مؤامرة.